# Susan Price
Susan Price (Dudley, 8 luglio 1955) è una scrittrice britannica di libri per ragazzi.

## Biografia
Nata a Dudley nel 1955, prima di dedicarsi esclusivamente alla scrittura ha svolto diversi mestieri quali cassiera e addetta agli scaffali in un supermercato, lavapiatti e guida museale.
Ne corso della sua prolifica carriera ha pubblicato numerosi romanzi e raccolte di racconti per l'infanzia e per giovani adulti spaziando dal fantasy alla fantascienza ed è stata insignita della prestigiosa Carnegie Medal nel 1987 per The Ghost Drum.

## Opere (parziale)

### Romanzi per giovani adulti
- City life (1974)
- Twopence a Tub (1975)
- Sticks and Stones (1976)
- Voglia di casa (Home from Home, 1977), Trieste, E. Elle, 1995 traduzione di Lucio Angelini ISBN 978-88-7068-801-6.
- Christopher Uptake (1981)
- From Where I Stand (1984)
- Foiling the Dragon (1994)
- Elfgift (1996)
- Elfking (1996)
- The Wolf-Sisters (2001)
- The Bearwood Witch (2001)
- Feasting the Wolf (2007)

#### Serie Sterkarm
- Patto col passato (The Sterkarm Handshake, 1998); Milano, Fabbri, 2001 traduzione di Beatrice Masini ISBN 88-451-2706-0.
- A Sterkarm Kiss (2003)
- A Sterkarm Tryst (2017)

#### Serie Ghost World
- The Ghost Drum (1987)
- Ghost Song (1992)
- Ghost Dance (1993)
- The Ghost Wife (1999)

#### Serie Pagan Mars
- Odin's Voice (2005)
- Odin's Queen (2006)
- Odin's Son (2008)

### Romanzi per l'infanzia
- The Devil's Piper (1973)
- In a Nutshell (1983)
- Odin's Monster (1986)
- Master Thomas Katt (1988)
- The Bone Dog (1989)
- Phantom from the Past (1989)
- A Feasting of Trolls (1990)
- Thunderpumps (1990)
- Knocking Jack (1992)
- Coming Down To Earth (1994)
- La saga di Aslak (The Saga of Aslak, 1997), Cinisello Balsamo, San Paolo, 2003 traduzione di Tiziano Daniotti ISBN 88-215-4912-7.
- Pedro (Piccadilly Pips) (1997)
- A True Spell and a Dangerous (1998)
- Wolf's Footprint (2003)
- Olly Spellmaker & the Sulky Smudge (2004)
- Olly Spellmaker and the Hairy Horror (2004)
- Olly Spellmaker: Elf Alert! (2005)

### Raccolte di racconti
- The Carpenter and Other Stories (1981)
- Ghosts at Large (1984)
- Ghostly Tales (1987)
- Here Lies Price (1987)
- Forbidden Doors (1991)
- Head and Tales (1995)
- Hauntings (1995)
- Nightcomers (1997)
- The Story Collector (1998)
- Ghosts and Lies (1998)
- Telling Tales (1999)
- The Kings Head (2002)

## Premi e riconoscimenti

### Vincitrice
Carnegie Medal
- 1987 con The Ghost Drum[5]

Guardian children's fiction prize
- 1999 con Patto col passato[6]